# فرودگاه اشرن
فرودگاه اشرن (به انگلیسی: Ashern Airport) یک فرودگاه همگانی است که یک باند فرود چمن دارد و طول باند آن ۷۶۲ متر است. این فرودگاه در کشور کانادا قرار دارد و در ارتفاع ۲۹۷ متری از سطح دریا واقع شده‌است.